# The ABC Murders
The ABC Murders é uma série de televisão de suspense e mistério da BBC One de 2018 baseada no romance de mesmo nome de Agatha Christie. Foi transmitido por três noites consecutivas a partir de 26 de dezembro de 2018. Foi adaptado por Sarah Phelps e dirigido por Alex Gabassi. A série é estrelada por John Malkovich como Hercule Poirot, com Rupert Grint, Andrew Buchan, Tara Fitzgerald e Shirley Henderson em papéis de apoio.
A série foi lançada em DVD pela Universal Pictures UK em 11 de março de 2019.